# Departamentul Montevideo
Departamentul Montevideo este un departament din Uruguay. Este de departe cel mai mic departament ca suprafață, dar și cel mai populat. Include orașul Montevideo, capitala Uruguayului. Deși cea mai mare parte a departamentului este acoperită de capitala, există și orașe mai mici în interiorul său.

## Populație și demografie
Conform recensământului din 2011, departamentul Montevideo are o populație de 1.680.108 (613.990 bărbați și 705.014 femei) și 520.538 de gospodării. Există, de asemenea, 186.835 de spații comerciale.
- Rata de creștere a populației: -2.566% (preliminar 2011)
- Rata natalității: 14,40 nașteri / 1.000 de persoane (2004)
- Rata mortalității: 10,35 de decese / 1.000 de persoane (2004)
- Vârsta medie: 33,8 (31,2 bărbați, 36,5 femei) (2004)
- Speranța de viață la naștere (2004):
  - Total populație: 75,28 ani
  - Bărbați: 71,28 ani
  - Femei: 79,44 ani
- Dimensiunea medie a familiei: 1,91 copii / femeie (2004)
- Venit urban pe cap de locuitor (pentru orașe de 5.000 de locuitori sau mai mult): 19.858,7 pesos / lună (2004)